# Bitwa o grzbiet Two Sisters
Bitwa o grzbiet Two Sisters – starcie zbrojne, które miało miejsce 12 czerwca 1982 roku w trakcie wojny falklandzkiej.
Równocześnie z trwającymi walkami o Mount Longdon na południe od tego szczytu 3 batalion oraz 45 Batalion Royal Marines atakowały silnie bronioną pozycję argentyńską na grzbiecie Two Sisters. Ponad 300 obrońców wyposażonych było w moździerze i karabiny maszynowe. Brytyjczycy dowodzeni przez podpułkownika Andrew Whiteheada z trudem przedzierali się wśród bagien i kamiennych urwisk ku pozycjom argentyńskim na zachodniej grani. Pozostałe kompanie w tym samym czasie podeszły pod wzgórze od północnego zachodu.
Na zachodnim zboczu Brytyjczyków zatrzymał silny ogień z karabinów maszynowych. W tej sytuacji atakujący musieli użyć pocisków przeciwpancernych. Mimo silnego ostrzału argentyńskiego z moździerzy, Marines uderzyli na pozycje wroga, zdobywając je po krótkiej walce. 250 obrońców w pospiechu wycofało się ze swoich stanowisk. Argentyńczycy stracili w bitwie 10 zabitych i 54 rannych. Po stronie brytyjskiej było 4 zabitych oraz 10 rannych żołnierzy.